# پودموکلانی
پودموکلانی (به چکی: Podmoklany) یک منطقهٔ مسکونی در جمهوری چک است که در ناحیه هاولیتشکوف برود واقع شده‌است. پودموکلانی ۴٫۲۱ کیلومتر مربع مساحت و ۱۴۲ نفر جمعیت دارد و ۴۷۳ متر بالاتر از سطح دریا واقع شده‌است.